# 須賀川病院
須賀川病院（すかがわびょういん）は、福島県須賀川市に所在し、医療法人平心会が運営する病院である。正式名称は、医療法人平心会 須賀川病院（いりょうほうじんへいしんかい すかがわびょういん）。
福島県道63号古殿須賀川線（旧国道118号）沿いに立地し、向かい側にはJT須賀川工場がある。11の標榜診療科があり、須賀川市の中核的な病院となっている。

## 沿革
- 1986年（昭和61年）5月1日 - 開設

## 診療科
- 内科
- 外科
- 循環器内科
- 心臓血管外科
- 消化器内科
- 呼吸器内科
- 小児科
- 麻酔科
- 肛門外科
- 整形外科
- 形成外科

## 交通
- JR東北本線須賀川駅より車で3分、徒歩で15分（約1.5km）、JR郡山駅より車で25分（約13km）
- 東北自動車道須賀川ICから車で3分（約2km）
- 福島空港より車で20分（約12km）